# 플라날티나자이언트쥐
플라날티나자이언트쥐(Gyldenstolpia planaltensis)는 비단털쥐과에 속하는 설치류이다. 브라질의 토착종으로 연방구와 마투그로수주에서 발견된다. 전통적으로는 남아메리카자이언트쥐(Kunsia fronto)의 이명으로 간주했지만, 2008년 별도의 종으로 승격되었다.